# Chocó
Chocó é um departamento da Colômbia, sendo sua capital sendo Quibdó, sendo o único departamento da Colômbia (e a única região da América do sul) que é banhado pelo Oceano Pacífico e Atlântico.

## Municípios
1. Acandí
2. Alto Baudó
3. Atrato
4. Bagadó
5. Bahía Solano
6. Bajo Baudó
7. Belén de Bajirá
8. Bojayá
9. Carmen del Darién
10. Cértegui
11. Condoto
12. El Cantón de San Pablo
13. El Carmen de Atrato
14. Istmina
15. Juradó
16. Litoral del San Juán
17. Lloró
18. Medio Atrato
19. Medio Baudó
20. Medio San Juán
21. Nóvita
22. Nuquí
23. Quibdó
24. Río Iró
25. Río Quito
26. Riosucio
27. San José del Palmar
28. Sipí
29. Tadó
30. Unguía
31. Unión Panamericana

### Etnias
| Cor/Raça         | Porcentagem |
| ---------------- | ----------- |
| Afro-colombianos | 82,68%      |
| Indígenas        | 11,9%       |
| Mestiços         | 5,42%       |
| Brancos          | 0,01%       |